# Prosartes maculata
Prosartes maculata là một loài thực vật có hoa trong họ Loa kèn. Loài này được (Buckley) A.Gray miêu tả khoa học đầu tiên năm 1844.